# Gollenberg (Brandeburgo)
Gollenberg è un comune di 409 abitanti del Brandeburgo, in Germania.

Appartiene al circondario della Havelland ed è parte dell'Amt Rhinow.
Dal 21 ottobre 2013 il comune si fregia del titolo di Lilienthal-Gemeinde ("comune di Otto Lilienthal").

## Storia
Il comune di Gollenberg venne creato il 1º gennaio 2012 dalla fusione dei comuni di Schönholz-Neuwerder e Stölln. Il nome del comune deriva dal Gollenberg, un'altura presente nel territorio.

## Società

### Evoluzione demografica
| Anno | Abitanti |
| ---- | -------- |
| 1875 | 582      |
| 1890 | 522      |
| 1910 | 560      |
| 1925 | 546      |
| 1933 | 442      |
| 1939 | 378      |
| 1946 | 956      |
| 1950 | 904      |
| 1964 | 643      |
| 1971 | 656      |

| Anno | Abitanti |
| ---- | -------- |
| 1981 | 576      |
| 1985 | 578      |
| 1989 | 540      |
| 1990 | 527      |
| 1991 | 529      |
| 1992 | 525      |
| 1993 | 514      |
| 1994 | 495      |
| 1995 | 503      |
| 1996 | 520      |

| Anno | Abitanti |
| ---- | -------- |
| 1997 | 510      |
| 1998 | 514      |
| 1999 | 512      |
| 2000 | 505      |
| 2001 | 499      |
| 2002 | 481      |
| 2003 | 467      |
| 2004 | 469      |
| 2005 | 472      |
| 2006 | 453      |

| Anno | Abitanti |
| ---- | -------- |
| 2007 | 447      |
| 2008 | 445      |
| 2009 | 444      |
| 2010 | 429      |
| 2011 | 432      |
| 2012 | 433      |
| 2013 | 429      |